# Анрі Жорж (велогонщик)
Анрі Жорж (18 лютого 1891 — 6 січня 1976) — бельгійський велогонщик.
Олімпійський чемпіон 1920 року в гонці на 50 кілометрів.